# Eucalyptus todtiana
Eucalyptus todtiana är en myrtenväxtart som beskrevs av Ferdinand von Mueller. Eucalyptus todtiana ingår i släktet Eucalyptus och familjen myrtenväxter. Inga underarter finns listade i Catalogue of Life.

## Bildgalleri

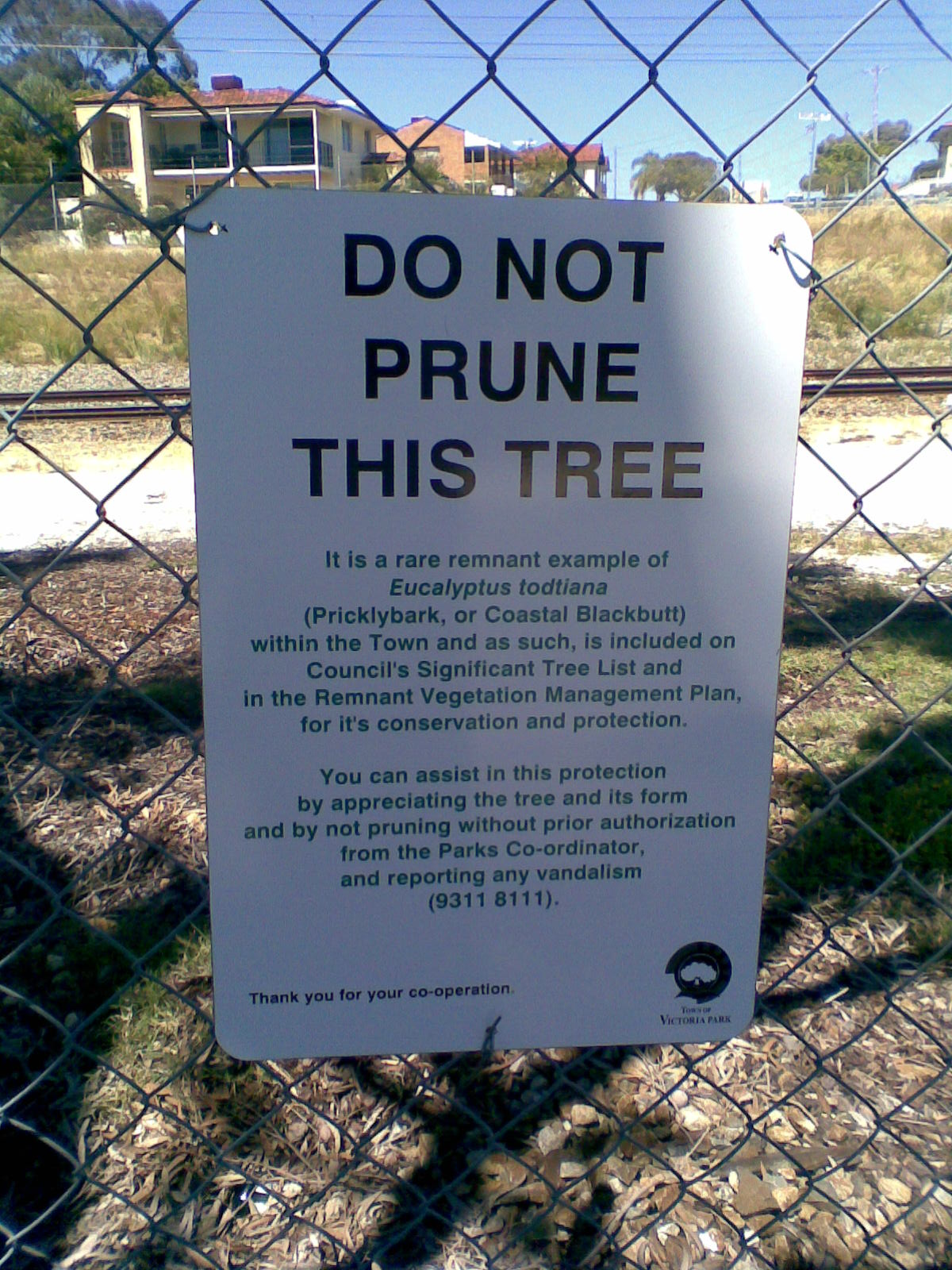
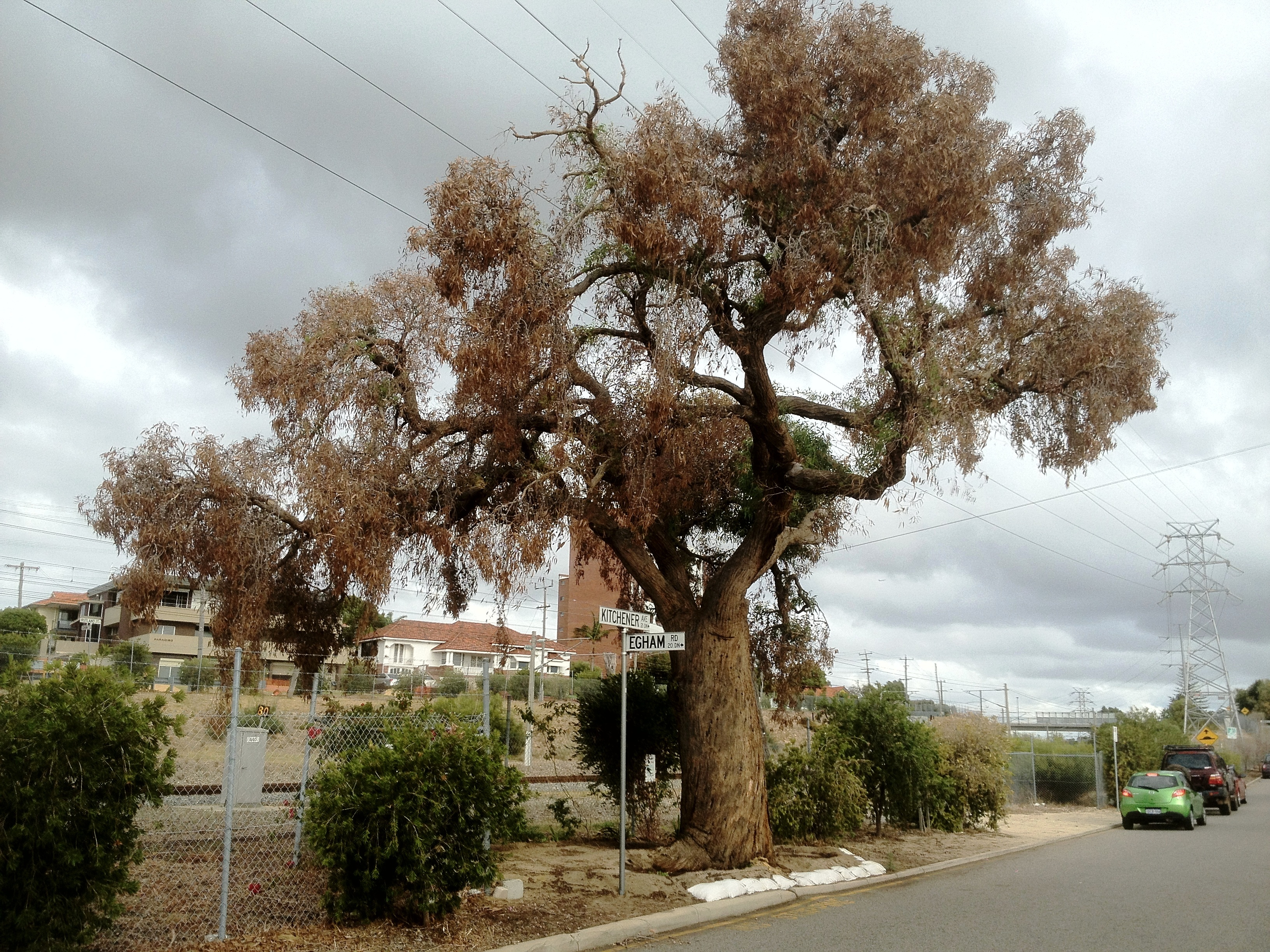